# 3F爆弾
3F爆弾（スリーエフばくだん）とは、水素爆弾のタンパー部にウラン（238Uまたは235U）を用いた多段階型核兵器。名前の由来は爆発プロセスが核分裂(fission)→核融合(fusion)→核分裂(fission)と3段階の核反応を経ることから。
現在実用化されている水素爆弾はほぼこの形式であり、水素爆弾と呼ばれるものは大抵3F爆弾である。「超ウラン爆弾」と言われる事もある。
ブースト型原爆との違いは爆発の威力主体が核融合反応か核分裂反応かによる。ブースト型原爆では、核融合反応が全体威力に占める割合は1%程度であるのに対し、3F爆弾ではその威力の50%程度が核融合反応によるものである。

## 爆発プロセス
まず起爆用原子爆弾を起爆し核分裂を起こす。
次に核分裂によって生じた超高温・超高圧によって重水素・三重水素 を核融合（熱核反応）させる。
最後に核融合によって生じた高速中性子でウランを使用したタンパーを核分裂させる。
爆発のプロセスはブースト型原爆とほぼ同じではあるが、その原理に差異が見られる。
238Uの原子核は通常、中性子を当てた程度では核分裂を起こさないが、高速中性子が衝突すると核分裂を起こし、エネルギーを放出する。
開発当初はタンパーに238Uが用いられていたものの核分裂連鎖反応の能力が乏しいので、近年では235Uをより多く含む濃縮ウランが用いられている。

## 歴史
水爆の原理は原爆開発の初期の頃からエドワード=テラーやスタニスラフ=ウラムらによって研究されて来たが、それは原爆のエネルギーで重水素や三重水素の核融合を起こすもので、外側をウランで覆うことで更に核分裂反応を追加するというものはなく、初期型水爆と呼ばれる。1952年にエニウェトク環礁で実験された最初の水爆はこの形式であった。
しかし1954年に太平洋のマーシャル諸島、ビキニ環礁で行なわれた「キャッスル作戦」では3F爆弾が初めて使用され、以後、水爆はこの方式が一般化した。

## 威力
外側にあるウランの核分裂によるエネルギーが加わるので、より大きな威力を出すことができる。300キロトンの核爆弾の場合、起爆用原爆が40キロトン、熱核反応が130キロトン、タンパー部の核分裂反応が130キロトンの威力割合を占める。威力が大きくなる程核融合のエネルギー比率が増大していくが、実用化されている核兵器では核分裂の効果も大きい。

## 汚い水爆
3F爆弾は「汚い水爆」と呼ばれる事がある。外側にウラン製タンパーがない初期型水爆では放射性降下物は主に起爆用の原爆から出る核分裂生成物のみであるが、3F爆弾では外殻の大量のウランが核分裂を起こす上に核分裂しないウランの量も増大するので、それらが爆発によって四散することで広大な範囲に放射能汚染を引き起こすためである。
もっとも、初期型水爆も起爆用に原爆を用いているためそれによる放射能汚染は避けられず、また核融合反応でも膨大な量の中性子が放たれ、それが大気中の窒素原子に衝突して14Cを生成するなどの影響がある。
起爆用原爆を用いないで核融合を起こす「純粋水爆（綺麗な水爆）」は早くから研究されて来たが、核融合に必要な超高温度・超高圧力を得る事ができず、2018年現在、まだ実用化されていない。詳しくは「水素爆弾」参照。